# Lagunas Verdes

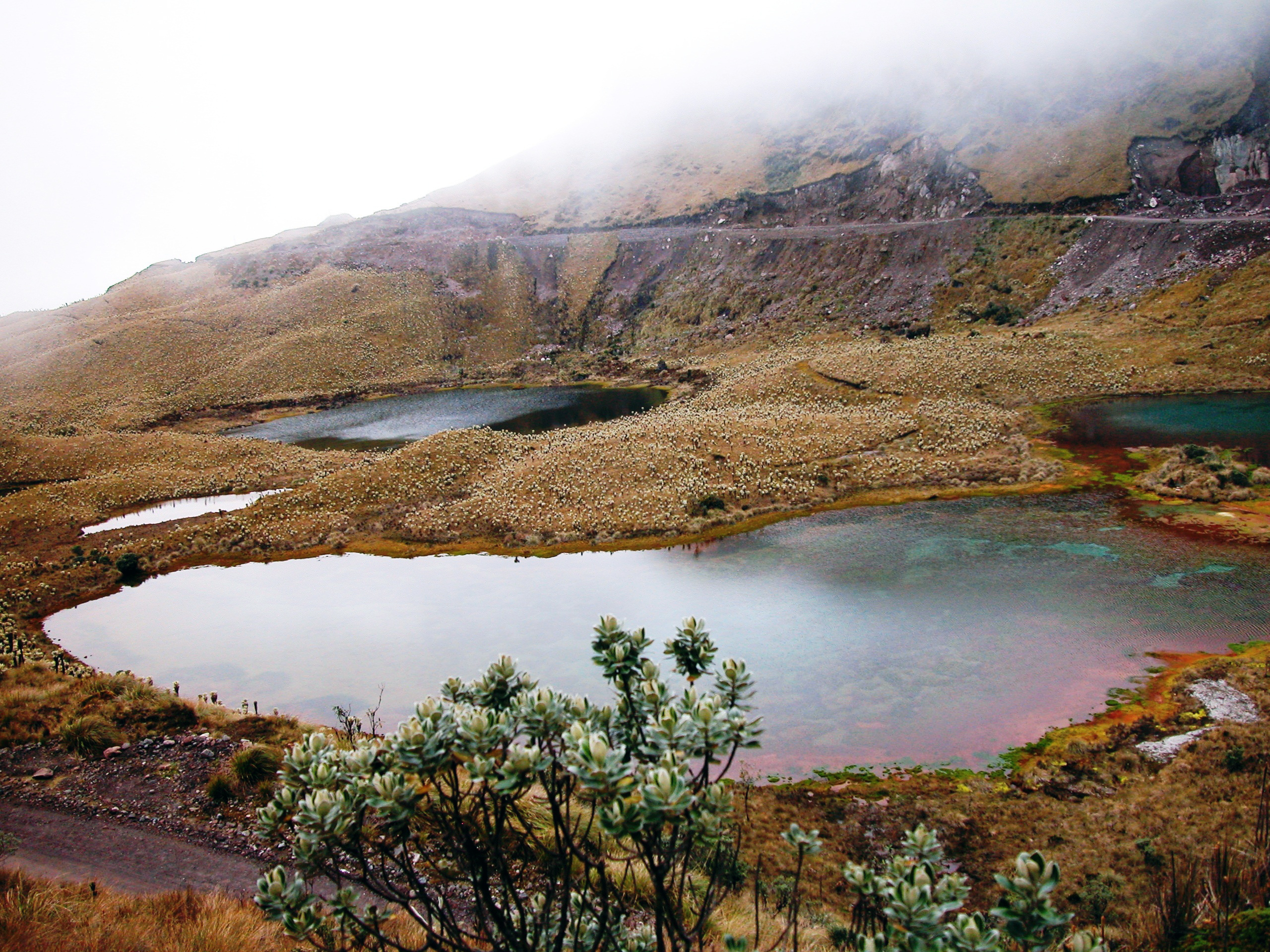
Lagunas Verdes.

Las Lagunas Verdes son un complejo de tres pequeñas lagunas situadas al sur-occidente del Volcán Chiles en la provincia de Carchi en el norte del Ecuador. Se originan como resultado de manantiales internos y vertientes del Volcán Chiles, y deben su nombre al color verde esmeralda de sus aguas resultante de un alto contenido de substancias químicas especialmente azufre. 
Son lagunas que tienen un diámetro aproximado de 200 metros.

## Ubicación
Se ubican al sur-occidente del Volcán Chiles, a 2 km de su punto de ascenso hacia el volcán a 20 km al noroeste de la parroquia Tufiño y a 40 km de Tulcán capital de la provincia de Carchi.

## Clima
Debido a su situación geográfica y altitud, posee un clima andino frío, con una temperatura media anual de 6 °C.

## Flora
Entre las especies de flora sobresalen: La chuquiragua, la chilca, el mortiño, el sigse, pumamaqui, romerillo, laurel de cera, la sangre de drago, la dormidera y el sunfo los cuales son empleados con fines medicinales por los moradores de la zona. 
- Flora Nativa: El bosque de frailejones constituye el recurso característico más sobresaliente del área.

## Fauna
Las especies más representativas son: trucha arco iris, el jambato, sapo marsupial, pato punteado, perdiz de páramo, cóndor, curiquingue, guarro, quilico, gallareta gli-gli, gaviota andina, zumbador, tórtola, conejo silvestre, lobo de páramo, soche, venado, raposa y chucuri.
- Especies Simbólicas: La trucha es el pez que reina en estas aguas heladas, pues la temperatura promedio en la zona bordea los seis grados.